# Letališče Vršac
Letališče Vršac (srbska cirilica Аеродром Вршац, latinica Aerodrom Vršac) je letališče v Srbiji, ki primarno oskrbuje Vršac.